# Cantón de Ancy-le-Franc
El cantón de Ancy-le-Franc era una división administrativa francesa, que estaba situada en el departamento de Yonne y la región de Borgoña.

## Composición
El cantón estaba formado por dieciocho comunas:
- Aisy-sur-Armançon
- Ancy-le-Franc
- Ancy-le-Libre
- Argentenay
- Argenteuil-sur-Armançon
- Chassignelles
- Cry
- Fulvy
- Jully
- Lézinnes
- Nuits
- Pacy-sur-Armançon
- Perrigny-sur-Armançon
- Ravières
- Sambourg
- Stigny
- Villiers-les-Hauts
- Vireaux

## Supresión del cantón de Ancy-le-Franc
En aplicación del Decreto nº 2014-156 de 13 de febrero de 2014, el cantón de Ancy-le-Franc fue suprimido el 22 de marzo de 2015 y sus 18 comunas pasaron a formar parte del nuevo cantón de Tonnerrois.